# 川合レオ
川合レオ（かわい レオ、1974年3月13日 - ）は、日本の元ラグビー選手。 

## プロフィール
- 東京都出身。
- ポジションはセンター(CTB)。
- 身長 183cm、体重 87kg
- イタリア系のクオーターである。
- 息子のカイトもラグビー選手。

## 経歴
玉川学園中等部時代にラグビーを始め、高等部、玉川大学を経たのちに1997年NECグリーンロケッツへと入団した。2000年には日本代表の初キャップを獲得する。2003年首のヘルニアを原因に引退している。
その後2004年から2011年の間、母校玉川大学の玉川大学ラグビー部ヘッドコーチを務め、その後、ジュニアジャパンのコーチを経て、現在は一般社団法人ラグビーパークジャパン代表理事として子どもたちの平日ラグビー教室を運営、さらに公益財団法人日本ラグビーフットボール協会普及育成委員会コーチング部門で部門長を務めている。